# Charles Doolittle Walcott
Charles Doolittle Walcott, född 31 mars 1850 i New York Mills, delstaten New York, död 9 februari 1927 i Washington, D.C., var en amerikansk geolog och paleontolog. Auktorsnamnet C.Walcott kan användas för Charles Doolittle Walcott i samband med ett vetenskapligt namn inom botaniken; se Wikipediaartiklar som länkar till auktorsnamnet.

## Biografi
Walcott inträdde i delstaten New Yorks geologiska undersökning som tjänsteman 1876 och 1879 i US Geological Survey, där han 1888 avancerade till paleontolog och chef för avdelningen för evertebratpaleontologi samt 1894 till direktor för hela ämbetsverket. År 1892 inträdde han i styrelsen för US National Museum, och 1907 blev han styresman för detta museum och för den akademi, som leder detsamma jämte åtskilliga andra vetenskapliga inrättningar, d.v.s. sekreterare vid Smithsonian Institution. 
Som vetenskapsman ägnade sig Walcott huvudsakligen med de kambriska bildningarnas geologi och paleontologi, särskilt deras fauna av brachiopoder och trilobiter; 1879 gav han det första viktigare bidraget till kännedomen om dessa djurs extremiteter och organ på buksidan. Tack vare sin ledande position hade han möjlighet att genomsöka ofantliga lagerserier, delvis med andras hjälp, främst i Nordamerikas västra delar, vilket resulterade i betydande fossilfynd. Bland de märkligaste upptäckter han gjorde kan nämnas förekomsten i kambriska bildningar av synnerligen väl bevarade exemplar av en del djurgrupper, som saknar fasta skelettdelar, såsom medusor, holoturier och annelider, samt flera fynd av fossil i de algonkiska bildningarna, äldre än kambrium, däribland såväl kalkalger som kräftdjur. Han blev ledamot av Fysiografiska sällskapet i Lund 1900 och av svenska Vetenskapsakademien (1919). Han tilldelades Bigsbymedaljen 1895 och Wollastonmedaljen 1918.